# Jerky

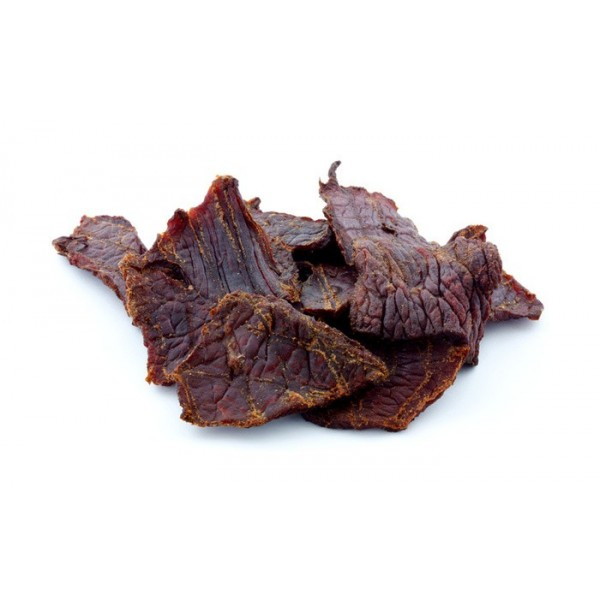
Charqui.

El jerky o charqui (del quechua charqui, ‘quemar [carne]’) (también llamado charque en Bolivia, Perú, Uruguay y Argentina) es carne deshidratada cortada en tiras sin tocino marinadas en una salsa picante, salada o dulce y secadas a baja temperatura (normalmente por debajo de 20.5 °C) o a veces saladas y secadas al sol. El resultado es un aperitivo picante, salado o dulce que puede conservarse sin refrigerar. El jerky es una aplicación antigua de técnicas de conservación de alimentos.

## Contenido
Hay muchos productos en el mercado que se venden como jerky y consisten en carne muy procesada en lugar de la carne magra tradicional. Estos productos artificiales, con un mayor contenido en grasa y agua, incluyen con frecuencia conservantes para evitar que se echen a perder.
Un porción típica de 30 g de jerky contiene 10–15 g de proteína, 1 g de grasa y 0–3 g de hidratos de carbono. Debido a que las recetas tradicionales de jerky incluyen el curado con sal, el contenido en sodio puede preocupar a algunos consumidores. Una ración de 30 g puede contener más de 600 mg de sodio, lo que supondría cerca del 30% del CRA.
Debido al bajo contenido graso y de humedad, el jerky es rico en proteína. Una porción de 30 g de carne magra, por ejemplo, contiene unos 7 g de proteína. Al retirar 15 g de agua de la carne, el porcentaje de proteína se dobla hasta casi 15 g de proteína por ración de 30 g. En algunas variedades de baja humedad, una ración de 30 g contendrá 21 g de proteína y solo 1 g de grasa. Esto provoca el elevado precio de tales marcas de jerky, pues se necesita 90 g de carne magra al 99% para producir una ración de 30 g.

## Preparación
Cualquier preparación o receta concreta de jerky contiene, típicamente, un solo tipo de carne. La ternera es la más común, entre otros varios tipos que pueden usarse, como la carne de gamo, de venado, de uapití, de caribú, de canguro o de alce. Recientemente también se utiliza carne de otros animales como pavo, avestruz, salmón, caimán, atún o caballo.
La carne debe secarse rápidamente, para limitar el crecimiento bacteriano durante el periodo crítico en el que está cruda. Para lograrlo, se corta finamente o se prensa, en el caso de la carne picada. Entonces se somete a un secado a baja temperatura, para evitar cocerla o secarla demasiado y volverla quebradiza.
Actualmente las fábricas de jerky cuentan con grandes hornos especiales, dentro de los cuales hay muchos calentadores y ventiladores con salidas de aire para evacuar la humedad. La combinación de aire moviéndose rápidamente y calor bajo seca la carne hasta el punto de humedad deseado en pocas horas. Las tiras crudas marinadas de carne se ponen sobre bandejas de nilón untadas de aceite vegetal para permitir que el jerky se retire luego fácilmente.
A menudo se emplea alguna otra forma de conservación además del proceso de secado. El ahumado era el método tradicional, pues conservaba, daba sabor y secaba la carne simultáneamente. El salazón es el más común actualmente, pues mejora el sabor además de conservar la carne. Aunque algunos métodos implican aplicar los condimentos con un marinado, esto puedo aumentar el tiempo de secado al añadir humedad a la carne.

## Envasado
Tras secar el jerky hasta el contenido en humedad adecuado para evitar que se eche a perder, se enfría y se envasa en bolsas de plástico con sistema de multi cerrado, ya sea en atmósfera protectora de nitrógeno o al vacío. Para mejorar la conservación, los paquetes sellados contienen a menudo pequeñas bolsas de absorbente de oxígeno. Estos pequeños paquetes están llenos de partículas de hierro que reaccionan con el oxígeno, eliminando el O2 del paquete cerrado de jerky y del aire que entra después de que se abra por primera vez para su consumo.
La mayor parte de la grasa debe retirarse antes de secar la carne, debido a que no se seca y, por tanto, puede echar a perder el jerky cuando se vuelve rancia (el envasado al vacío y los conservantes químicos modernos sirven para mitigar este riesgo).
Tradicionalmente el jerky se vende sin envasar, lo que hace que tenga un periodo de caducidad más corto.

## Regulación
La mayoría de los países tienen regulaciones relativas a la producción de productos de carne seca. Hay estrictos requisitos a cumplir para que estos productos sean sanos y seguros. Se exige a las fábricas disponer de inspectores y planes sanitarios.

## Disponibilidad

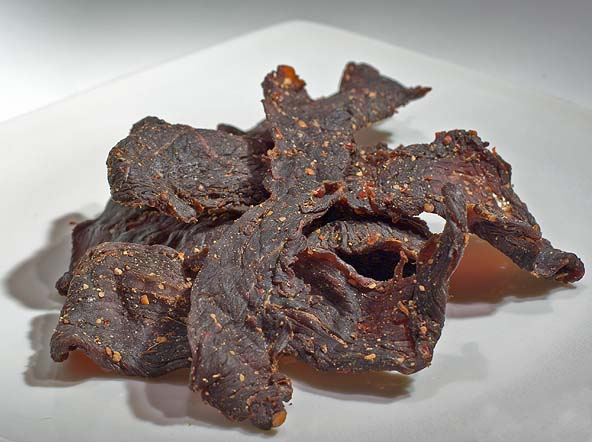
Tiras condimentadas de jerky.

El jerky tradicional, hecho de tiras de carne magra, está ampliamente disponible en los Estados Unidos y Canadá, en variadas carnes, marcas y calidades, tanto envasado como a granel. Estos productos se encuentran en casi cada tienda de conveniencia, gasolinera, supermercado y tienda de todo a 100.
Un producto parecido hecho con carne finamente picada, condimentada y procesada hasta obtener tiras secas finas se vende también bajo el nombre de jerky. Suele ser mucho más barato y está ampliamente disponible en tiendas.
También es popular el jerky rallado vendido en envases parecidos a los del rapé. El jerky elaborado de la manera tradicional es también un alimento básico omnipresente en los mercados de productores de las zonas rurales de toda Norteamérica.
Además de ser bastante común en los Estados Unidos y Canadá, el jerky también está ganando popularidad en supermercados, tiendas de conveniencia y minoristas en línea. En Australia, Nueva Zelanda y el Reino Unido, el jerky está disponible y haciéndose más común. Está presente en algunos supermercados grandes y en cada vez más tiendas pequeñas.
El jerky fresco sin envasar hecho de carne magra cortada ha estado disponible en tiendas especializadas de Hong Kong desde al menos los años 1970. Se compra al peso, y los clientes pueden elegir entre 10 a 20 tipos de carne. Algunos se venden en hebras en lugar de lonchas. En Macao también han abierto numerosas tiendas especializadas, muchas de las cuales son franquicias de las de Hong Kong.

## Curiosidades

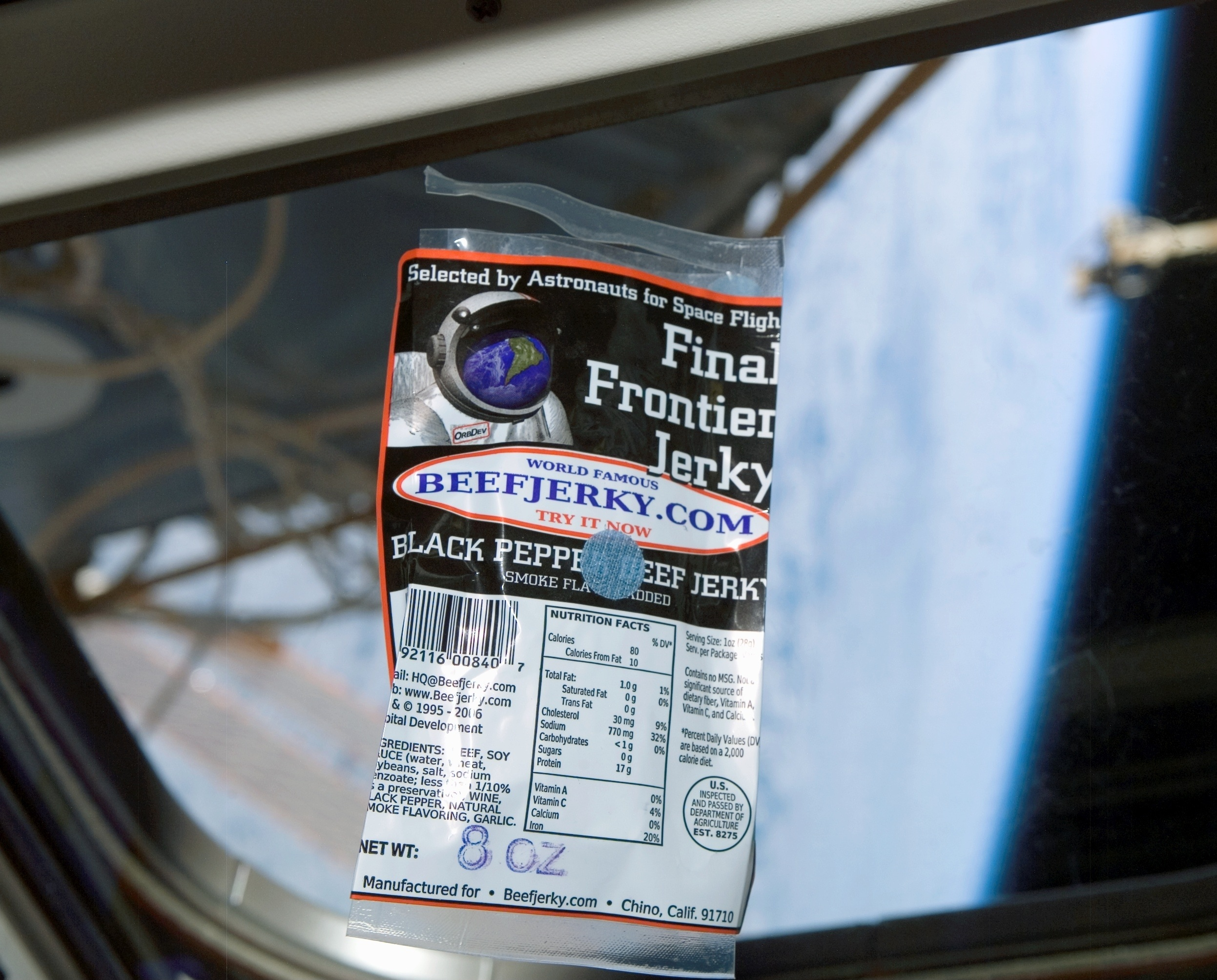
Jerky flotando en la Estación Espacial Internacional, con la Tierra visible por la ventanilla.

Desde 1996, el jerky ha sido elegido varias veces por astronautas como comida espacial gracias a su bajo peso y su alto valor nutricional.